# Legión Española
La Legión Española, también conocida simplemente como la Legión, es una fuerza militar de élite creada en 1920, con el nombre de Tercio de Extranjeros, designando a José Millán Astray como primer teniente coronel con el fin de organizar dicho Tercio en Ceuta, encuadrada dentro de la Fuerza Terrestre del Ejército de Tierra Español. Actualmente consta de los tercios «Gran Capitán», 1.º de la Legión, y «Duque de Alba», 2.º de la Legión, y de la Brigada «Rey Alfonso XIII» II de la Legión, una BOP compuesta a su vez por los tercios «Don Juan de Austria», 3.º de la Legión, y «Alejandro Farnesio», 4.º de la Legión, más otras unidades de maniobra y de apoyo logístico. La brigada forma parte de la División «Castillejos», Fuerzas Ligeras hasta 2015, mientras que los Tercios «Duque de Alba» y «Gran Capitán» pertenecen a las comandancias generales de Ceuta y de Melilla, respectivamente.
La Legión o Tercio de Extranjeros, como se denominó en su origen, fue resultado del esfuerzo del entonces comandante de Infantería José Millán-Astray. El resultado desfavorable a las armas españolas en las guerras coloniales del norte de África creaba además disturbios en el país. Millán-Astray llegó a la conclusión de que España necesitaba un cuerpo de soldados profesionales, no de reemplazo, con una moral y espíritu de cuerpo que fueran equiparables a los de la Legión extranjera francesa. La Legión es la culminación de ese proyecto personal.
Tras su intervención en Marruecos y en la represión de la Revolución de 1934, la Legión participó junto al bando sublevado (con el general Franco) en la guerra civil española. Posteriormente intervino en la Guerra de Ifni de 1957-1958 y en la crisis por la descolonización del Sahara español (1972-1975).
Tras una importante reestructuración en la década de 1990, ha cubierto desde entonces varias misiones internacionales de mantenimiento de la paz en distintas zonas del mundo como Bosnia-Herzegovina, Albania, Kosovo, Macedonia, Irak, Afganistán, Congo y el Líbano.

## Historia

### Fundación
La Legión fue creada mediante el Real Decreto del 28 de enero de 1920, con el nombre de «Tercio de Extranjeros». El objetivo era hacer frente, como ya había hecho Francia, a la dureza de los combates en la guerra del Rif (Marruecos), para los que no estaban preparadas las tropas de reemplazo, así como reducir el clamor popular por las bajas recibidas. No obstante, se considera como fecha de fundación oficial la del alistamiento del primer legionario, un hombre de treinta y dos años llamado Carlos Espresati de la Vega, natural de San Roque (Cádiz), el 20 de septiembre de 1920.
Su primera base fue la posición A en Ceuta, situado sobre un monte desde el que se controla todo el estrecho de Gibraltar, y que el ejército español comenzó a ocupar en 1860. La primera expedición de legionarios ocupó el cuartel a finales del año 1920, manteniéndose en el mismo hasta el 2008.

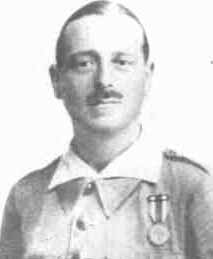
José Millán-Astray, ideólogo de la Legión, en una imagen de c. 1900.

Su primer comandante fue el teniente coronel de infantería José Millán-Astray, que tras su experiencia en Filipinas al mando de nativos Tagalos, en Marruecos al mando de los Regulares indígenas y habiéndose trasladado desde su anterior puesto en el regimiento Príncipe n.º 3 (sucesor del Tercio de Lombardía), le daría a la nueva fuerza su peculiar estilo y mística. Esta unidad encuadraba a los españoles y extranjeros que voluntariamente se alistaban para luchar en Marruecos. Inicialmente, el Tercio constaba de una plana mayor de mando y administrativa, y cuatro banderas (unidad equivalente a un batallón). Cada bandera constaba de una compañía de Plana Mayor, tres compañías de fusileros y otra de ametralladoras.
El entonces comandante Francisco Franco fue el jefe de la Primera Bandera y lugarteniente de Millán-Astray, el comandante Fernando Cirugeda Gayoso fue el jefe de la Segunda Bandera y el comandante José Candeira Sestelo el de la Tercera Bandera. Los siguientes jefes del "Tercio de extranjeros" fueron los tenientes coroneles Valenzuela (1922–1923), Franco (1923–1935, posteriormente como coronel) y de nuevo el coronel Millán Astray.

### Guerra del Rif

Escudo del Tercio "Gran Capitán", Primero de la Legión.

Escudo del Tercio "Duque de Alba", Segundo de la Legión.

Escudo del Tercio "Juan de Austria", Tercero de la Legión.

Escudo del Tercio "Alejandro Farnesio", Cuarto de la Legión.

El «Tercio de Extranjeros», que desde 1925 se llamó «Tercio de Marruecos», posteriormente «Tercio» y finalmente «la Legión» (nombre que ha llegado hasta la actualidad), participó en la guerra del Rif desde su fundación en 1920 hasta su término, en 1927, siendo la acción más destacada en ese tiempo el despliegue realizado en los alrededores de Melilla tras el Desastre de Annual y el conocido como «desembarco de Alhucemas», ambas bajo el mando del comandante (Desastre de Annual)  y coronel (Desembarco de Alhucemas) Franco. 
En la guerra del Rif tuvo lugar por primera vez el fallecimiento de legionarios en combate, siendo Baltasar Queija Vega (1900-1921) el primer legionario fallecido, natural de Riotinto, y conocido por ser quien inspiró a Fidel Prado para su composición "el novio de la muerte". Entre los cientos de legionarios caídos en la guerra del Rif se encuentran el Teniente Coronel Rafael Valenzuela Urzaiz (1881-1923), jefe del Tercio desde 1922 a 1923 y el primer legionario Carlos Espresati de la Vega (1888-1925).  
Al inicio de la Segunda República se aprobó en las Cortes la reforma del Ejército (también conocida como Ley Azaña) con la que se ofrecía el pase a la segunda reserva —prácticamente el retiro— a cualquier oficial que lo solicitase en un plazo inferior a treinta días. Asimismo, el fin de la guerra colonial en Marruecos permitió reducir los efectivos de la Legión. Posteriormente es enviada, conjuntamente con los regulares, en 1934 para sofocar las rebeliones que se producen contra la Segunda República en la Revolución de Asturias.

### Guerra Civil, de Ifni y del Sáhara

#### Guerra civil española
Participa también en la Guerra Civil, entre 1936 y 1939, período en el que alcanza el máximo de sus efectivos, con 18 Banderas (unidad tipo Batallón), siendo muy importante su participación junto con las tropas de regulares indígenas (ambas unidades constituían el núcleo más combativo del curtido Ejército de África), y su participación fue decisiva para la victoria del bando sublevado. En 1943 se da nombre a los tres Tercios con los que contaba entonces la Legión:
- Tercio Gran Capitán con sede en Tahuima (zona de Melilla)
- Tercio Duque de Alba con sede en Dar-Riffien (zona de Ceuta)
- Tercio Don Juan de Austria con sede en Krimda (Larache)

En 1950, y con la denominación de Tercio Alejandro Farnesio, se creó el cuarto Tercio en Villa Sanjurjo, actual Alhucemas.
En 1956, España otorga a Marruecos la independencia, en virtud del Acuerdo de Rabat, aunque los territorios de Ifni y Sáhara Occidental seguían siendo españoles. Para enfrentarse a las bandas armadas marroquíes y reforzar a la guarnición allí destinada, llega a Ifni la I Bandera Paracaidista y al Sáhara Español la XIII Bandera de la Legión, formada por una compañía de cada tercio, desembarcando en la playa de Huisi Aotman, para trasladarse en una marcha a pie hasta El Aaiún, capital del Sáhara, el 1 de julio de 1956.

#### Guerra de Ifni-Sáhara
En junio de 1957, se incrementa la presencia de la Legión, desplegando en Villa Cisneros la IV Bandera. En noviembre de 1957, son atacadas las dos capitales: Sidi Ifni y El Aaiún, e inmediatamente se planifican y ejecutan operaciones de socorro a los puestos cercados y de control de los atacantes. Para ello, desembarcan en Villa Bens la II Bandera; en El Aaiún, la VI Bandera y en Villa Cisneros, la IX Bandera.
El 13 de enero de 1958, cuando la XIII Bandera se dirigía a Edchera en misión de reconocimiento, fue sorprendida por el enemigo, estableciéndose un combate en cuyo transcurso fue rodeada una Sección, y en el intento de recuperarla se producen más de 20 bajas, entre las que se encuentran el Brigada Caballero Legionario Francisco Fadrique Castromonte y el Caballero Legionario Juan Maderal Oleaga, últimos laureados de la Legión y del Ejército Español.
El 14 de enero de 1958, el territorio de Ifni se había convertido en provincia española. Las hostilidades duraron hasta el 30 de junio, y en ese intervalo las tropas españolas, bien solas en Ifni o en colaboración con unidades francesas en el Sáhara, lograron vencer a las partidas de insurgentes.
Terminadas las hostilidades, en agosto de 1958, las Banderas de la Legión desplazadas al Sáhara aportaron los hombres y la experiencia adquirida para formar los Tercios Saharianos «Don Juan de Austria» y «Alejandro Farnesio», III y IV de la Legión, respectivamente, y compuestos cada uno de: dos Banderas, un Grupo Ligero Blindado de Caballería (posteriormente Grupo Ligero Sahariano a partir de 1966) y una Batería de Artillería Transportada.
En febrero de 1961, como consecuencia de la entrega del Protectorado, finalizan su repliegue, siendo las últimas unidades que lo efectúan, los Tercios 1.º «Gran Capitán» y 2.º «Duque de Alba» sobre Melilla y Ceuta, respectivamente. En junio de 1969, Ifni es entregado a Marruecos pacíficamente mediante un tratado firmado en Fez y la XIII Bandera, que había sido trasladada a este territorio en agosto de 1958, es disuelta.

#### Marcha verde
A principios del decenio de los 1970, los vientos descolonizadores de África llegan al Sáhara Español. El 20 de mayo de 1973 se produce el primer ataque del Frente Polisario: un asalto al puesto de la policía territorial del Pozo de Janquel Quesat. El aumento de estas acciones hostiles y la amenaza de Marruecos de ocupar el Sáhara movilizan a la Legión, que no solo tiene que proteger la frontera frente a posibles agresiones de Marruecos, sino que está sometida a inseguridad en su retaguardia frente a las acciones del Polisario.
A partir del 21 de agosto de 1974 se envían unidades del 4.º Tercio al sector norte del Sáhara, y el 18 de diciembre se produce el combate de Tifariti, en el que falleció el sargento caballero legionario José Carazo Orellana. La tensión prebélica continuó y el 2 de agosto de 1975 el FLU atentó contra el puesto de Hausa, resultando muerto el cabo 1.º caballero legionario paracaidista Joaquín Ibarz Catalán.
El aislamiento internacional que encuentra España en la resolución del conflicto, para el que busca y defiende la autodeterminación de sus habitantes, y el delicado momento interno que vive ante el precario estado de salud del jefe de Estado, el general Franco, son aprovechados por Marruecos para organizar la marcha verde.

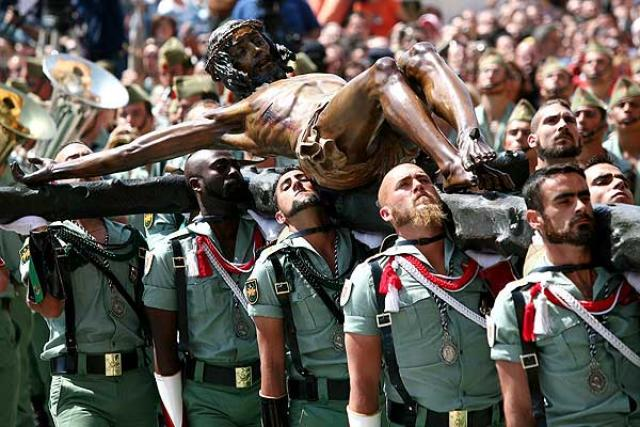
Legionarios portando a hombros al Cristo de la Buena Muerte (Congregación de Mena) de Málaga.

El 6 de noviembre de 1975, la marcha verde corta las alambradas y cruza la frontera, y su avance es vigilado por la Caballería de la Legión. Cerca de 50 000 civiles marroquíes se detienen frente a los campos de minas y posiciones defensivas situadas 10 km tierra adentro de la frontera. La situación fuerza al Gobierno de España a entablar negociaciones que finalizan con el acuerdo de repartir la administración del Sáhara Español entre Marruecos y Mauritania.
Los cerca de 5000 legionarios desplegados en el Sáhara apoyan la complicada evacuación y abandonan el territorio, habiendo de entregar sus acuartelamientos a las fuerzas marroquíes y mauritanas.
El 27 de noviembre, la VII Bandera entregaba Smara. El 11 de diciembre, la VIII Bandera y el GLS I dejan Sidi Buya. La IX y X Banderas abandonan el amplio acuartelamiento de Villa Cisneros el 16 del mismo mes. Tan sólo quedan en el Sáhara los dos Grupos Ligeros Saharianos, que se repliegan: el 4 de enero el 1.er Grupo Ligero Sahariano y el 11 el 2.º Grupo Ligero desde Villa Cisneros (siendo la última unidad militar española en abandonar la provincia española del Sáhara).
En 1975, con el abandono español del Sáhara, el 3.er Tercio pasó a constituir la guarnición de la isla de Fuerteventura, continuando el 1.º y 2.º en Melilla y Ceuta, respectivamente. Tras el repliegue, surgieron problemas de adaptación, frustración y depresiones en una época en que no existían las bajas por motivos psicológicos. Los legionarios se vieron implicados en numerosos delitos en la isla e incluso en el secuestro de dos aviones, en agosto de 1979 y junio de 1982. Tal fue la situación que el Cabildo de Fuerteventura llegó a solicitar la disolución de la Legión, tras el asesinato de tres turistas.
El 4.º Tercio fue desactivado, pero en 1981 se volvió a crear, quedando de guarnición en Ronda (Málaga).

### Cambios y misiones de paz
En la década de 1980 peligró la continuidad de la unidad, que finalmente fue mantenida a costa de sufrir grandes cambios en su forma de reclutamiento, y la eliminación de aspectos singulares del Cuerpo, como la desaparición de su Escala Legionaria de Suboficiales. 

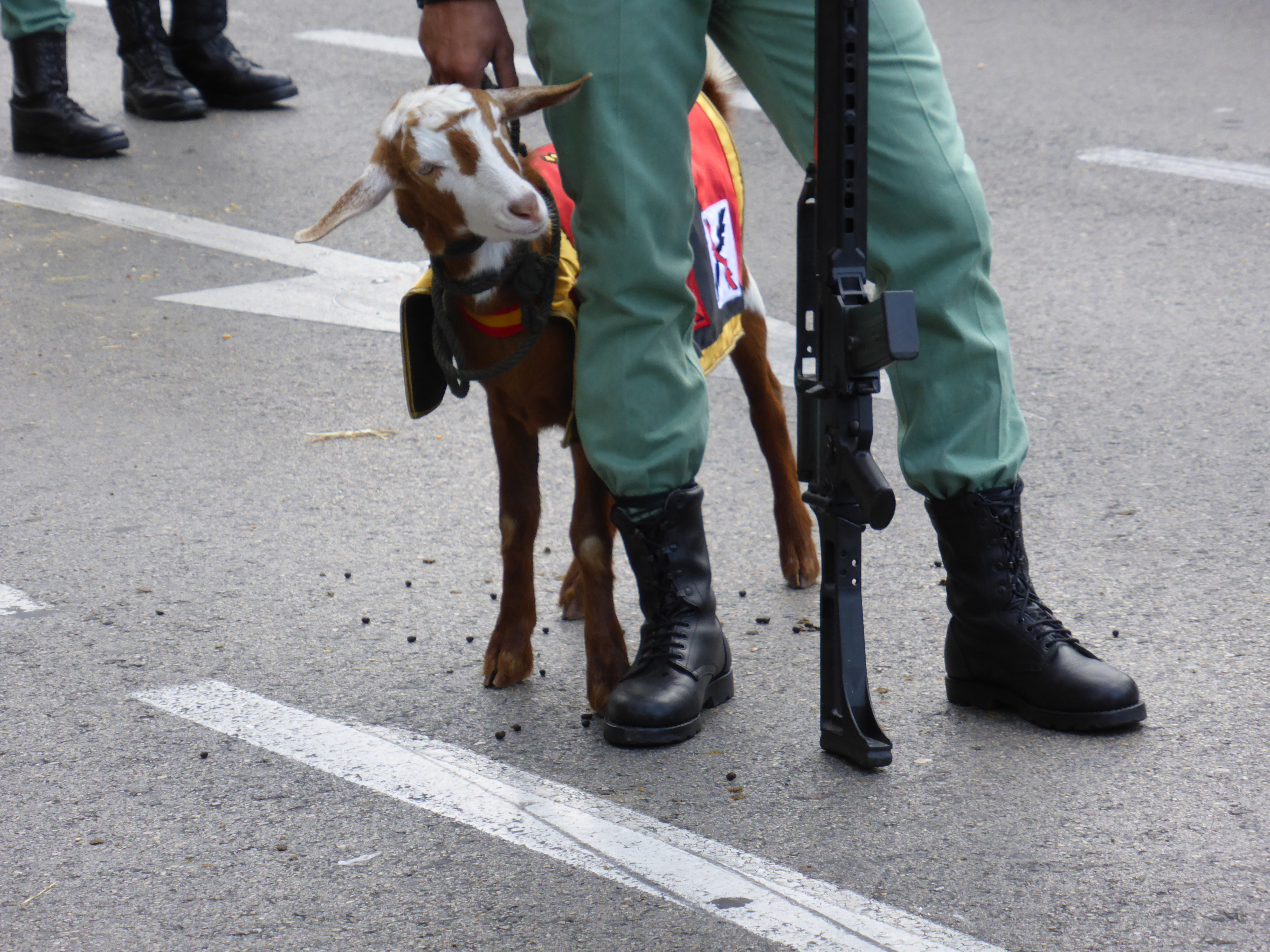
La cabra de la Legión esperando para desfilar el día de la Fiesta Nacional de España, en Madrid en 2015.

Tras un periodo en el que se prohibió la recluta de extranjeros, comenzó la admisión, al igual que en otras unidades del Ejército, de soldados hispanoamericanos y ecuatoguineanos. Las primeras mujeres ingresaron en la Legión en 1990, en el cuerpo médico, la primera de ellas María del Pilar Hernández Frutos, teniente coronel de la Brigada de Sanidad del Ejército de Tierra en 2020. En 2009 eran 265 las damas legionarias. En 2012, el 9 % de los legionarios eran mujeres, incluyendo a muchas de ellas en unidades, aunque no puestos, de combate, con participación en misiones al exterior. En 2020 de los 5000 soldados en activo, 279 son mujeres.
En 1995 se creó la Brigada de infantería ligera «Rey Alfonso XIII», en las instalaciones de la extinta Brigada de Infantería Motorizada XXIII, con sede en Viator (Almería).
A partir de los años 1990, la Legión ha intervenido en diferentes misiones de paz de la ONU, la OTAN, la OSCE y la Unión Europea en distintas zonas en conflicto:
- 1992: Bosnia y Herzegovina: 926 hombres integrados en UNPROFOR.
- 1993: Bosnia y Herzegovina: 1063 soldados en el contingente de la ONU.
- 1996: Bosnia y Herzegovina: 1003 legionarios en misión de la OTAN.
- 1997: Albania: 325 soldados en la Operación Amanecer de la OSCE.
- 1999: Kosovo (Yugoslavia): 727 hombres en misión de la OTAN.
- 2000: Kosovo, Yugoslavia: 228 hombres en misión de la OTAN.
- 2001: Kosovo, Yugoslavia: 770 hombres en misión de la OTAN.
- 2001: Macedonia: 125 hombres en la operación Cosecha Esencial.
- 2003: Irak: 360 legionarios en una fuerza multinacional.
- 2004: Irak: 768 hombres en una división multinacional.
- 2005: Bosnia y Herzegovina: 167 hombres en misión de EUFOR.
- 2006: Afganistán: 276 hombres en misión de la OTAN.
- 2006: República Democrática del Congo: 130 hombres en misión de EUFOR.
- 2006: Líbano: 824 hombres en misión de pacificación de la OTAN en el contingente FINUL.
- 2008: Afganistán, en misión de la OTAN.
- 2008: Líbano, en el contingente FINUL de la ONU.
- 2010: Afganistán, batallón de maniobra Task Force Badghis.

## Equipamiento en combate
El equipamiento de un soldado básicamente consta de un uniforme adaptado al entorno y las botas. Para la protección del combatiente en caso de ataque lleva puesto un chaleco antibalas y un casco. Normalmente, el soldado lleva de 4 a 5 cargadores y equipado con el fusil alemán H&K G36E, también cubiertos de campaña, navaja, 2 granadas de mano, red mimética, linterna, cantimplora y gabata, brújula, botiquín, pistola USP de 9 mm y 2 cargadores (en algunos casos), equipo de comunicación, gafas de visión nocturna AN/PVS-14. En la mochila de combate un soldado siempre tiene que llevar raciones de comida, otra cantimplora, poncho impermeable, manta americana y 1 muda interior.

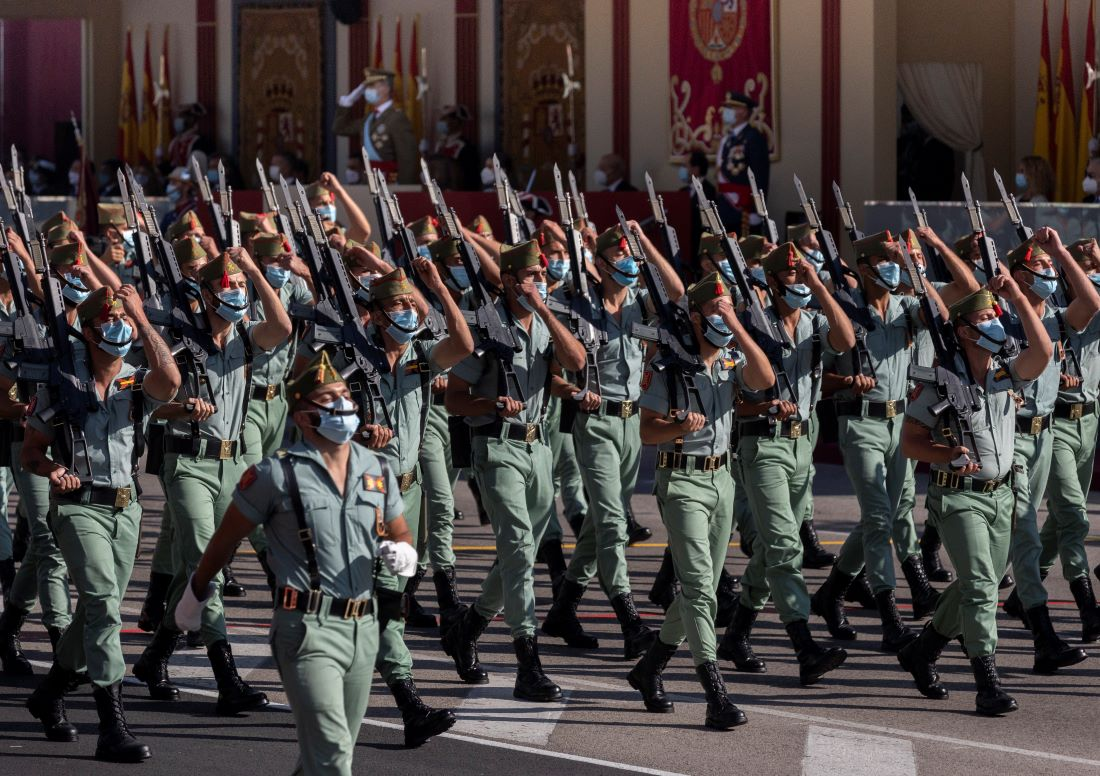
Miembros de la Legión Española desfilando el 12 de octubre de 2021.

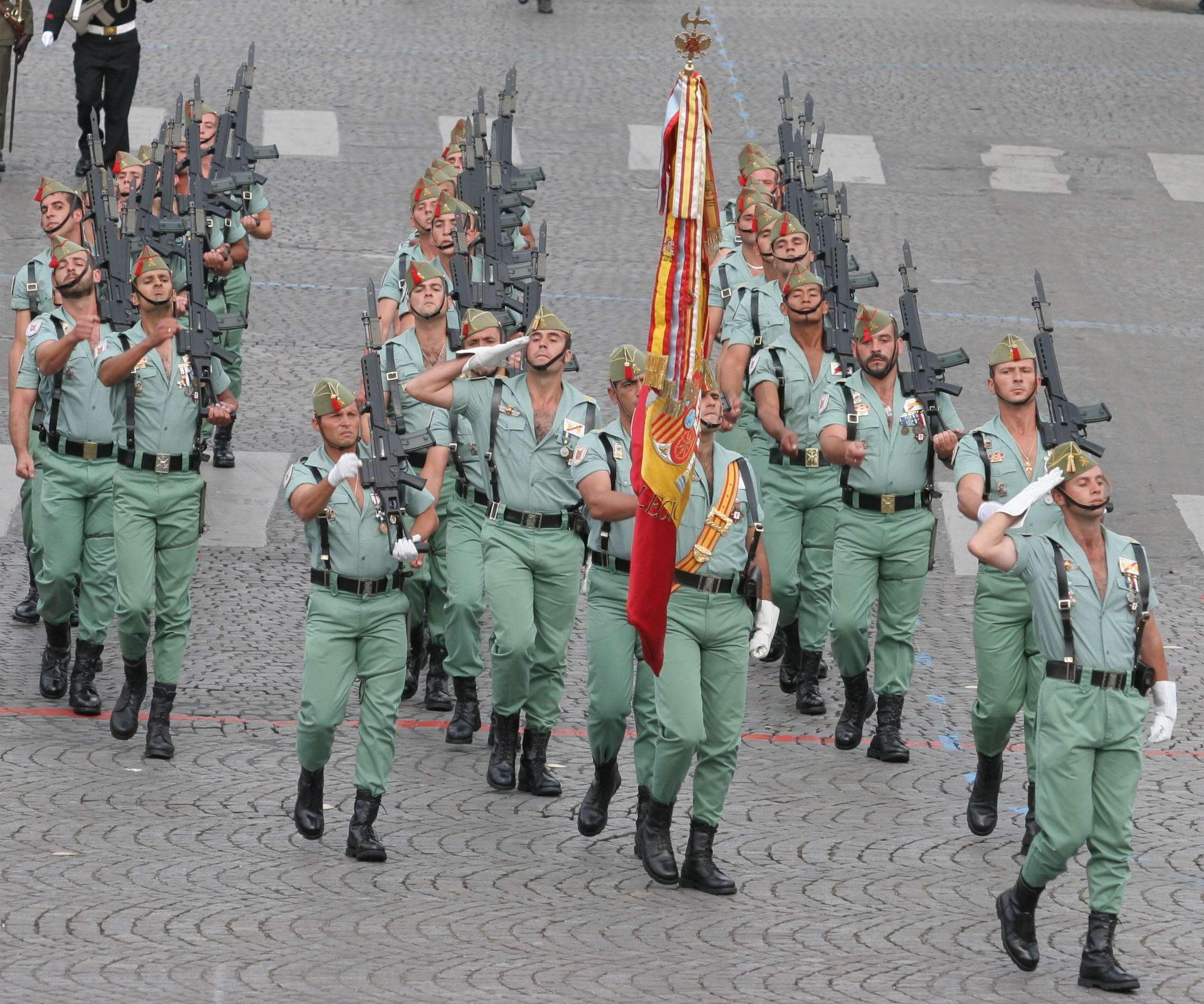
La 7.ª Bandera Valenzuela del Tercio Don Juan de Austria de la BRILEG en el desfile del 14 de julio de 2007 en los Campos Elíseos de París.

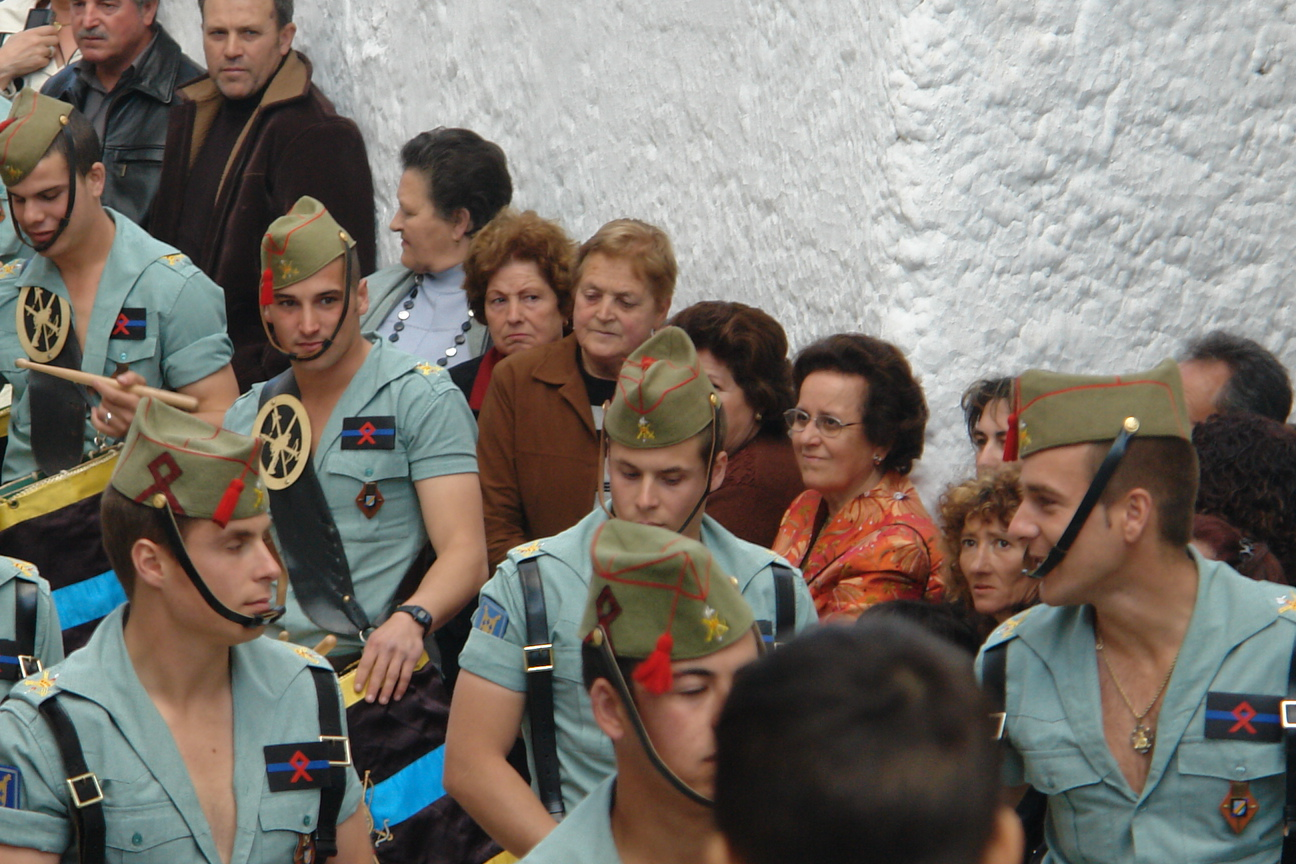
Legionarios del Tercio «Alejandro Farnesio» 4.º, en la localidad de Alquife (Granada).

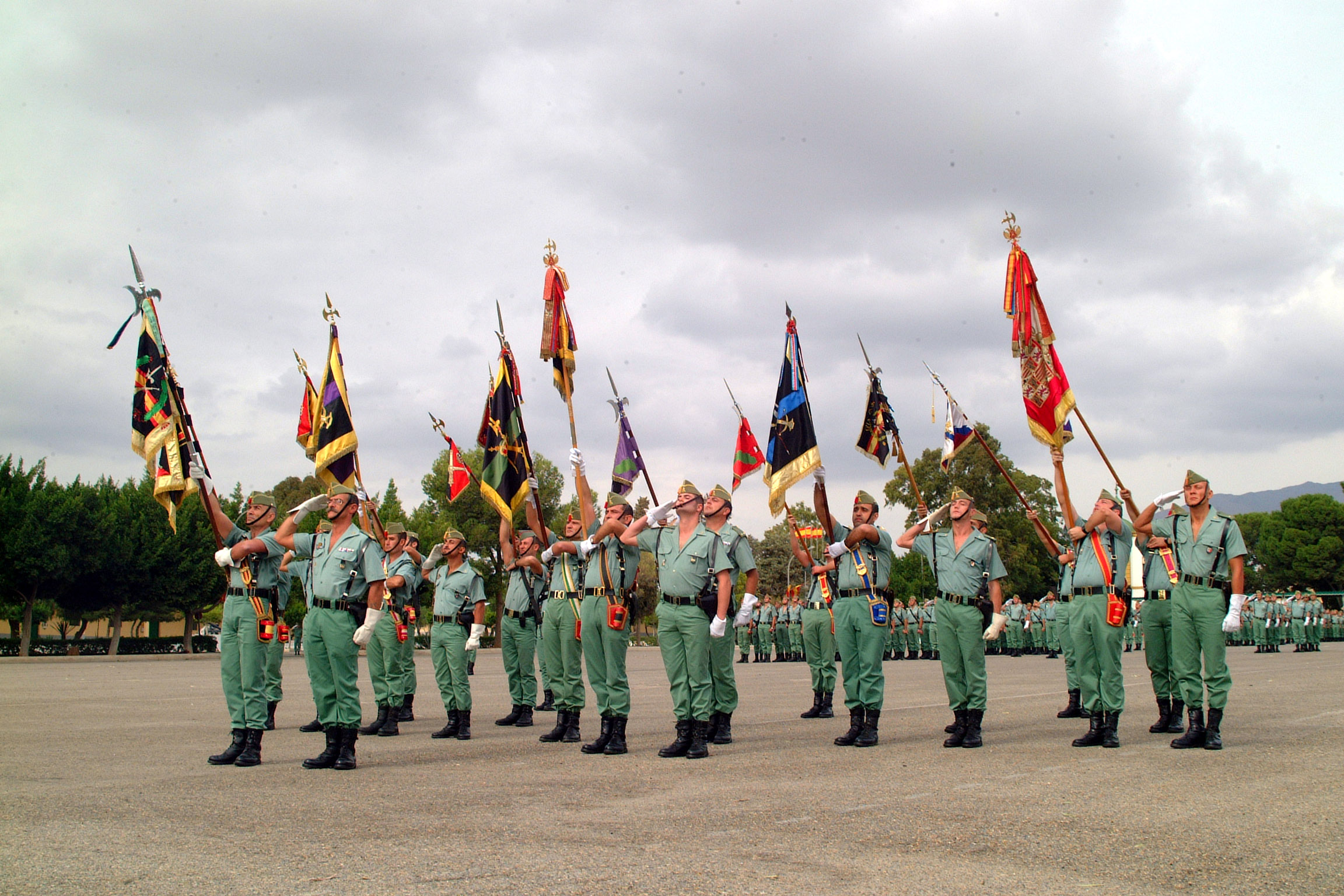
Guiones y banderines de la Legión en un acto de homenaje a los caídos.

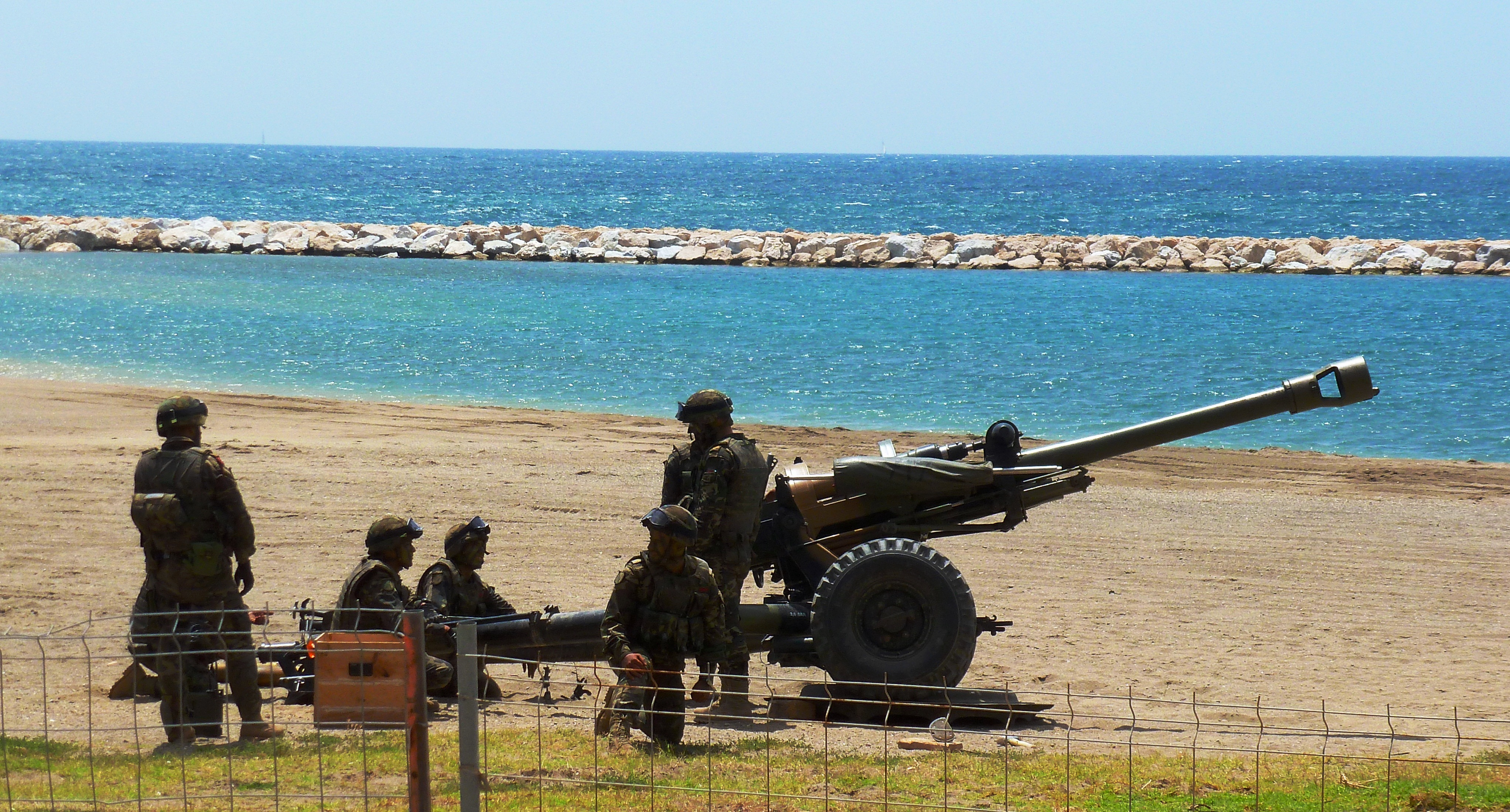
Legionarios del Grupo de Artillería disparando un cañón ligero.

## Unidades de la Legión

### Unidades Independientes
- Tercio «Gran Capitán», 1.º de la Legión, perteneciente a la Comandancia General de Melilla.
  -  Bandera de Infantería Protegida «España» I/1[19]
  - Compañía de Defensa Contracarro
- Tercio «Duque de Alba», 2.º de la Legión, perteneciente a la Comandancia General de Ceuta.
  -  Bandera de Infantería Protegida «Cristo de Lepanto» IV/2
  - Compañía de Defensa Contracarro
- XIX Bandera de Operaciones Especiales de la Legión «Caballero Legionario Maderal Oleaga».

### Brigada Orgánica Polivalente «Rey Alfonso XIII», II de la Legión
- Cuartel General.
- Bandera de Cuartel General II.
  -  Compañía de Defensa Contracarro.
  -  Compañía de Transmisiones.
  -  Unidad de Inteligencia.
  -  Unidad de música de la Legión.
- Tercio «Don Juan de Austria», 3.º de la Legión.
  -  Bandera de Infantería Protegida “Valenzuela” VII/3.
  -  Bandera de Infantería Protegida “Colón” VIII/3.
- Tercio «Alejandro Farnesio», 4.º de la Legión.
  -  Bandera de Infantería Motorizada “Millán Astray” X/4.
- Grupo de Caballería Ligero Acorazado «Reyes Católicos» II de la Legión.
- Grupo de Artillería de Campaña II de la Legión.
- Bandera de Zapadores II de la Legión.
- Grupo Logístico II de la Legión.

### Banderas disueltas
- II Bandera de la Legión «Carlos V/I», perteneció al Primer Tercio de la Legión hasta su disolución en 2009.[20]
- III Bandera de la Legión «Tigres de Buharrat», perteneció al Primer Tercio de la Legión hasta su disolución en 1985 por el plan Meta.
- V Bandera de la Legión «Gonzalo Fernández de Córdoba», perteneció al Segundo Tercio de la Legión hasta su disolución en 2007.[21]
- VI Bandera de la Legión «Duque de Alba", perteneció al Segundo Tercio de la Legión hasta su disolución en 1985 por el plan Meta.
- IX Bandera de la Legión «General Franco», perteneció al Tercer Tercio de la Legión hasta su disolución en 1994.
- XI Bandera de la Legión «Comandante Tiede», perteneció al Cuarto Tercio de la Legión hasta su disolución en 1958.
- XII Bandera de la Legión «Cabo Suceso Terrero», perteneció al Cuarto Tercio de la Legión hasta su disolución en 1958.
- XIII Bandera de la Legión «General Mola». Perteneció al Segundo Tercio de la Legión hasta su disolución en 1939. Reorganizada en 1956 como "XIII Bandera Independiente del A.O.E." perteneciendo administrativamente al Tercer Tercio hasta ser nuevamente disuelta en 1958. Reorganizada nuevamente en el 1981, perteneció al Cuarto Tercio hasta su disolución en el 1985.
- XIV Bandera de la Legión «Ciudad de Badajoz». Perteneció al Primer Tercio de la Legión hasta su disolución en 1939.
- XV Bandera de la Legión «Reino de Aragón». Perteneció al Segundo Tercio de la Legión hasta su disolución en 1939.
- XVI Bandera de la Legión «Capitán Arredondo». Perteneció al Primer Tercio de la Legión hasta su disolución en 1939.
- XVII Bandera de la Legión «Coronel Yagüe». Perteneció al Segundo Tercio de la Legión hasta su disolución en 1939.
- XVIII Bandera de la Legión «Nuestra Señora de África». Perteneció al Primer Tercio de la Legión hasta su disolución en 1939.

## Ideario
Desde sus orígenes, la Legión ha promovido siempre un culto al combate y una disminución de la relevancia de la muerte. Se pretende con ello minimizar el miedo natural a morir, favoreciendo los actos heroicos necesarios para su misión inicial como tropas de choque profesionales. Gran parte de ese objetivo se cubre mediante un adoctrinamiento de la tropa, que incluye la llamada «mística legionaria», simbolizada de forma definitiva en el Credo legionario. 
Algunos de sus lemas identificativos desde sus inicios, aún empleados hoy día, son «¡Viva España!, ¡Viva el Rey!, ¡Viva la Legión!», «¡A mí la Legión!» y «¡Legionarios a luchar, legionarios a morir!».

## Denominaciones
- Tercio de Extranjeros (1920–1925).
- Tercio de Marruecos (1925).
- El Tercio (1925–1937).
- La Legión (1937–actualidad).

## Participación
- Guerra de Marruecos.
- Revolución de 1934 en Asturias.
- Guerra civil española, en 1936–1939.
- Guerra de Ifni, en 1957–1958.
- Guerras Yugoslavas.
- Guerra de Irak.
- Guerra de Afganistán.

## Comandantes
- José Millán-Astray y Terreros
- Rafael Valenzuela Urzáiz
- Francisco Franco Bahamonde
- Fernando Manuel Rodríguez Volta
- Eugenio Sanz de Larín
- Juan José de Liniers y Muguiro
- Juan Mateo y Pérez de Alejo
- Luis Molina Galano
- Juan Yagüe Blanco
- Rafael Iglesias Curty
- Alberto Serrano Montaner
- Rafael López-Doriga Blanco
- Ángel Ramírez de Cartagena y Marcaida
- José Mouslera González-Burgos
- Rafael Martínez-Anido Baldrich
- Rafael López-Doriga Blanco
- Nicasio Joaquín Montero García
- Timoteo Ortega López
- Julio de la Torre Galán
- Antonio Macía Serrano
- Enrique Arias Bañón
- José Giménez Henríquez
- Tomas Pallás Sierra
- Hipólito Fernández-Palacios y Núñez
- Ponciano Fernández Fernández
- José Manuel Frasquet Barber
- Fermín Galán Rodríguez
- Rafael Reig de la Vega
- Carlos Gabari Lebrón
- Francisco Javier Zorzo Ferrer
- Enrique Gomariz de Robles
- Rafael Dávila Álvarez
- José Manuel Muñoz Muñoz
- Julián Díaz López[25]
- Francisco Javier Varela Salas[26]
- Juan Jesús Leza Benito[27]
- Juan Jesús Martín Cabrero[27]
- Marcos Llago Navarro[28]

- Melchor Marín Elvira
- Benjamin Domínguez Ran

## Empleos y divisas

### Oficiales
| Código OTAN | OF-7                | OF-6               | OF-5    | OF-4             | OF-3       | OF-2    | OF-1     | OF-1    |
| ----------- | ------------------- | ------------------ | ------- | ---------------- | ---------- | ------- | -------- | ------- |
| España      | General de División | General de Brigada | Coronel | Teniente coronel | Comandante | Capitán | Teniente | Alférez |
| España      | General de División | General de Brigada | Coronel | Teniente coronel | Comandante | Capitán | Teniente | Alférez |

### Suboficiales y Tropa
| Código OTAN      | OR-9             | OR-9             | OR-9        | OR-9        | OR-9        | OR-9    | OR-8    | OR-8             | OR-7             | OR-7     | OR-7     | OR-7     | OR-7     | OR-7     | OR-7     | OR-7       | OR-5       | OR-5       | OR-5       | OR-5       | OR-5       | OR-5         | OR-4         | OR-4 | OR-3 | OR-3                            | OR-2                            | OR-2                            | OR-2                            | OR-2                            | OR-2                            | OR-2                 | OR-1                 | OR-1                 | OR-1                 | OR-1                 | OR-1                 | OR-1 |
| ---------------- | ---------------- | ---------------- | ----------- | ----------- | ----------- | ------- | ------- | ---------------- | ---------------- | -------- | -------- | -------- | -------- | -------- | -------- | ---------- | ---------- | ---------- | ---------- | ---------- | ---------- | ------------ | ------------ | ---- | ---- | ------------------------------- | ------------------------------- | ------------------------------- | ------------------------------- | ------------------------------- | ------------------------------- | -------------------- | -------------------- | -------------------- | -------------------- | -------------------- | -------------------- | ---- |
| España           |                  |                  |             |             |             |         |         |                  |                  |          |          |          |          |          |          |            |            |            |            |            |            |              |              |      |      |                                 |                                 |                                 |                                 |                                 |                                 |                      |                      |                      |                      |                      |                      |      |
| Suboficial Mayor | Suboficial Mayor | Suboficial Mayor | Subteniente | Subteniente | Subteniente | Brigada | Brigada | Sargento Primero | Sargento Primero | Sargento | Sargento | Sargento | Sargento | Sargento | Sargento | Cabo Mayor | Cabo Mayor | Cabo Mayor | Cabo Mayor | Cabo Mayor | Cabo Mayor | Cabo Primero | Cabo Primero | Cabo | Cabo | Caballero Legionario de Primera | Caballero Legionario de Primera | Caballero Legionario de Primera | Caballero Legionario de Primera | Caballero Legionario de Primera | Caballero Legionario de Primera | Caballero Legionario | Caballero Legionario | Caballero Legionario | Caballero Legionario | Caballero Legionario | Caballero Legionario |      |

### Músicos
| España          |  |  |  |  |  |  |  |  |  |
| Banda de Guerra |  |  |  |  |  |  |  |  |  |
|                 |  |  |  |  |  |  |  |  |  |

## Museos
- Museo Militar de La Legión: creado en el año 1940, instalándose en el acuartelamiento del 2.º Tercio de la Legión en Dar-Riffien en Castillejos (Protectorado Español de Marruecos). En 1956, tras la independencia de Marruecos, el Tercio se traslada, y con él el Museo, a Ceuta, concretamente al Cuartel del Rey. En 1978 se ubica, finalmente, en su actual edificio del Paseo de Colón, construido exclusivamente al efecto.[29]
- Colección Museográfica de La Legión en Almería: Inaugurado en 1997, ocupa más de 1000 m² en la Base Álvarez de Sotomayor de Viator.[30]

## Credo Legionario
El Credo Legionario consiste en una lista de doce máximas redactadas por José Millán-Astray, fundador de La Legión Española, poco después de la creación de la unidad en 1920. La intención de Millan Astray era la de plasmar en sentencias simples que definió como base espiritual de La Legión, ayudando así a conformar y que todo caballero legionario debía saber de memoria el credo y aplicarlo en todas las facetas de su vida.

### Historia del texto
Creada el 28 de enero de 1920, y aunque ya había participado en acciones de guerra, la Legión no empezó a ser conocida entre la ciudadanía española hasta su precipitado traslado en auxilio de Melilla tras el Desastre de Annual. En 1923, con la unidad ya plenamente establecida y necesitada de mantener el flujo inicial de reclutas, así como buscando incrementar la publicidad sobre la misma, el entonces teniente coronel José Millán Astray redactó y editó un libro titulado La Legión, en el cual aparece públicamente la primera forma conocida del Credo. No obstante, este ya existía prácticamente desde la fundación de la unidad y era enseñado a las tropas con tanta insistencia y tesón como si se tratara de un nuevo catecismo.
El texto del Credo Legionario se mantuvo inalterado durante los años de existencia de la Legión, excepto por un detalle del 11.º espíritu: la edición original publicada por Millán Astray rezaba La Bandera de La Legión será la más gloriosa [...]. La forma en futuro fue modificada a su redacción actual, en presente, en un acto con gran ceremonia tras la entrega de la primera bandera nacional a La Legión el 5 de octubre de 1927 por parte de la entonces reina Victoria Eugenia, al considerarse que las bajas legionarias hasta la fecha lo hacían merecedor de tal modificación.
En los años 80, cuando se cuestionaba la continuidad de La Legión, el Ministerio de Defensa de España promovió una nueva redacción del Credo, por considerar que la tradicional era anacrónica y políticamente incorrecta, aunque no prosperó.